# Xpectation
Xpectation is het 26ste studioalbum van Prince. Het werd op 1 januari 2003 uitgebracht via NPG Records. 

## Nummers
| Nr. | Titel      | Duur |
| --- | ---------- | ---- |
| 1.  | Xhalation  | 2:04 |
| 2.  | Xcogitate  | 3:33 |
| 3.  | Xemplify   | 5:53 |
| 4.  | Xpectation | 4:01 |
| 5.  | Xotica     | 3:05 |
| 6.  | Xogenous   | 4:12 |
| 7.  | Xpand      | 6:11 |
| 8.  | Xosphere   | 3:34 |
| 9.  | Xpedition  | 8:24 |